# Juan Gimeno
Juan Gimeno (Barcelona, 20 de maio de 1913-5 de maio de 1998) foi um ciclista espanhol, profissional entre 1934 e 1948 cujos maiores sucessos desportivos obteve-os em 1945, quando se proclamou campeão da Espanha de ciclismo em estrada e conseguiu 1 vitória de etapa na Volta a Espanha.

## Palmarés
- 1939
  - 1 etapa da Volta a Marrocos

- 1940
  - 1 etapa do Circuito do Norte
  - 1 etapa da Volta a Cantábria
  - Volta a Mallorca

- 1941
  - 1 etapa do Circuito do Norte

- 1945
  - 3.º na Volta a Espanha, mais 1 etapa
  - Campeão da Espanha em estrada  
  - 1 etapa na Volta à Catalunha
  - Campeão da Espanha por Regiões

- 1947
  - Campeão da Espanha por Regiões

## Resultados em Grandes Voltas e Campeonatos do Mundo
| Corrida            | 1932 | 1933 | 1934 | 1935 | 1936 | 1937 | 1938 | 1939 | 1940 | 1941 | 1942 | 1943 | 1944 | 1945 | 1946 | 1947 | 1948 |
| ------------------ | ---- | ---- | ---- | ---- | ---- | ---- | ---- | ---- | ---- | ---- | ---- | ---- | ---- | ---- | ---- | ---- | ---- |
| Giro d'Italia      | -    | -    | -    | -    | -    | -    | -    | -    | -    | X    | X    | X    | X    | X    | -    | -    | -    |
| Tour de France     | -    | -    | -    | -    | -    | Ab.  | -    | -    | X    | X    | X    | X    | X    | X    | X    | -    | -    |
| Volta a Espanha    | X    | X    | X    | 13.º | -    | X    | X    | X    | X    | Ab.  | 4.º  | X    | X    | 3.º  | Ab.  | Ab.  | 13.º |
| Mundial em Estrada | -    | -    | -    | -    | -    | -    | -    | X    | X    | X    | X    | X    | X    | X    | -    | -    | -    |

-: não participa

Ab.: abandono